# افسانه آئنیاس
افسانه آینیاس (به ایتالیایی: La leggenda di Enea) (در برخی از کشورها با عنوان انتقام جویان یا آخرین جنگجویان تروآ نیز شناخته می‌شود) یک فیلم سینمایی ایتالیایی محصول سال ۱۹۶۲ به کارگردانی جورجیو ونتورینی با بازی استیو ریوز در نقش آینیاس است.

## خلاصه داستان
فرار کنندگان از جنگ تروا را به سرزمین جدیدی در ایتالیا می‌رساند، و باید با تهدیدهای جدید مردم خود مقابله کند.

## انتشار فیلم
این فیلم در ایتالیا در ۲۸ نوامبر ۱۹۶۲ با مدت زمان ۹۵ دقیقه اکران شد.  در ژوئن ۱۹۶۵ و با مدت زمان ۱۰۵ دقیقه در ایالات متحده منتشر شد. 